# Neil Goldschmidt
Neil Edward Goldschmidt (Eugene, 16 de junio de 1940 - Portland, 12 de junio de 2024) fue un empresario y político demócrata estadounidense del estado de Oregón que ocupó cargos locales, estatales y federales durante tres décadas. Tras ser Secretario de Transporte de Estados Unidos con el presidente Jimmy Carter y gobernador de Oregón, Goldschmidt fue considerado en su momento la figura más poderosa e influyente de la política de Oregón. Su carrera y su legado se vieron gravemente dañados en 2004 por las revelaciones de que había violado a una adolescente en 1973, durante su primer mandato como alcalde de Portland.
Goldschmidt fue elegido concejal de Portland en 1970 y alcalde en 1972, convirtiéndose en el alcalde más joven de una gran ciudad estadounidense. Promovió la revitalización del centro de Portland e influyó en la política de transportes de la zona, sobre todo con la supresión de la controvertida autopista Mount Hood y la creación del metro ligero MAX. En 1979 fue nombrado Secretario de Transporte de Estados Unidos por el presidente Jimmy Carter, cargo desde el que trabajó para reactivar la alicaída industria automovilística y desregular varios sectores. Trabajó hasta el final de la presidencia de Carter, en 1981, y después fue alto ejecutivo de Nike durante varios años.
En 1986, Goldschmidt fue elegido 33.º gobernador de Oregón, con un único mandato. Tuvo que hacer frente a importantes retos, en particular un creciente movimiento contra los impuestos (que desembocó en la Medida 5 en 1990) y la duplicación de la población carcelaria del estado. Trabajó en todos los partidos para reducir la regulación y reparar las infraestructuras del estado. Sus reformas del Fondo Estatal de Seguros de Accidentes (SAIF), una compañía de seguros de compensación a los trabajadores constituida por el Estado, fueron aclamadas en su momento, pero suscitaron fuertes críticas en años posteriores.
A pesar de su popularidad, Goldschmidt no optó a un segundo mandato como gobernador y se convirtió en un influyente y controvertido lobista. Durante la siguiente docena de años, fue criticado por los consejos editoriales y los ciudadanos de Oregón por varias de las causas que apoyó, incluido el apoyo a la empresa forestal Weyerhaeuser en su adquisición hostil de Willamette Industries de Oregón y su defensa de una empresa de inversión privada en su intento de hacerse con la empresa de servicios públicos Portland General Electric. En 2003, el gobernador Ted Kulongoski nombró a Goldschmidt miembro del Consejo de Educación Superior de Oregón, cargo al que renunció tras admitir que había abusado sexualmente de una menor 30 años antes.

## Juventud
Goldschmidt nació en Eugene, en el Valle de Willamette de Oregón, el 16 de junio de 1940, en el seno de una familia judía de Lester H. Goldschmidt y Annette Levin. Se graduó de la Escuela Secundaria South Eugene. Más tarde asistió a la Universidad de Oregón, también en Eugene. Fue presidente del cuerpo estudiantil antes de graduarse en 1963 con una licenciatura en ciencias políticas.[6]
Goldschmidt obtuvo su título de Juris Doctor en la Universidad de California, Berkeley, en 1967. De 1967 a 1970, trabajó como abogado de asistencia legal en Portland, Oregón. Goldschmidt fue pasante del senador de Estados Unidos. Maurine Neuberger en 1964 en Washington D. C. Durante ese tiempo, fue reclutado por el congresista de Nueva York Allard K. Lowenstein para registrar votantes en la campaña de derechos civiles del "Freedom Summer" de 1964 en Misisipi.

## Carrera Política

### Comisionado de la Ciudad de Portland y Alcalde
Goldschmidt ganó un escaño en el Consejo de la Ciudad de Portland en 1970. Como Comisionado de la Ciudad (1971-1973) y luego como Alcalde de Portland (1973-1979), Goldschmidt participó en la revitalización del centro de la ciudad. Lideró una revuelta contra la impopular autopista Mount Hood Freeway, construyendo consenso entre los sindicatos laborales y otras entidades poderosas para desviar fondos federales inicialmente asignados para la autopista hacia otros proyectos, incluyendo finalmente la línea de tren ligero MAX y el Portland Transit Mall. Se le atribuye ampliamente haber abierto el gobierno de la ciudad a activistas de barrios y minorías, nombrando mujeres y afroamericanos en un Ayuntamiento que había sido dominado por un "club de hombres". Durante su campaña electoral como alcalde, cuestionó el beneficio de expandir la fuerza policial de la ciudad, prefiriendo dirigir los recursos a la prevención del crimen. Según Nigel Jaquiss, reportero de Willamette Week, durante treinta años fue "el líder carismático y más exitoso de Oregon".
En 1973, el gobernador Tom McCall nombró a Goldschmidt para lo que sería conocido como el Grupo de Trabajo del Gobernador, encargado de explorar soluciones de transporte regional. Goldschmidt sirvió junto a destacados líderes: Glenn Jackson, presidente de la junta de Portland Power and Light y presidente de la Comisión de Transporte de Oregón, era considerado el principal negociador estatal en temas de transporte; y Gerard Drummond, un destacado abogado y lobista, era presidente de la junta directiva de Tri-Met. El grupo de trabajo consideró un acuerdo impopular que habría financiado la construcción de la autopista Mount Hood, la cual habría atravesado el sureste de Portland. El acuerdo, que habría sido financiado en un 90% por la Administración Federal de Carreteras, fue rescindido, primero por la Comisión del Condado de Multnomah y luego por el Ayuntamiento de Portland, que cambiaron sus posiciones y aconsejaron en contra de ello. Inicialmente, Goldschmidt se opuso a desviar fondos hacia el tren ligero, prefiriendo en su lugar vías para autobuses y proyectos de carreteras locales más adecuados; sin embargo, a medida que se acercaba la fecha límite de 1981 para reasignar los fondos, el tren ligero se convirtió en una opción más atractiva. A través de un proceso no claramente documentado, el tren ligero fue incluido en el plan final. Todo el dinero federal inicialmente destinado a la autopista Mount Hood finalmente se destinó a otros proyectos de carreteras, pero la cantidad total se duplicó y se aprobó y completó finalmente la primera fase del tren ligero MAX en 1986.

### Secretario de Transporte de los Estados Unidos
Neil Edward Goldschmidt se convirtió en el sexto Secretario de Transporte de los Estados Unidos en 1979. Su nombramiento interino por el presidente Jimmy Carter se produjo el 27 de julio de ese año, como parte de una reestructuración a mitad de mandato de los cargos del gabinete de la administración Carter. El Senado de los Estados Unidos confirmó su nombramiento el 21 de septiembre y prestó juramento el 24 de septiembre. En este cargo, Goldschmidt fue conocido por su trabajo para revivir la industria automotriz estadounidense en dificultades financieras, y por sus esfuerzos para desregular las industrias aérea, de camiones y ferroviaria.
Como recién llegado a la administración Carter y a la política nacional, Goldschmidt no solo se basó en su experiencia en planificación de transporte, sino también en su habilidad política; después del intento fallido de reelección de Carter en 1980, Goldschmidt expresó dudas sobre el futuro del Partido Demócrata si no aprendía a cultivar aliados políticos de manera más efectiva. Su tiempo en Washington D. C., también informó su comprensión propia de la política. Permaneció en el cargo hasta el final de la administración Carter. A finales de 1979, el aspirante presidencial republicano John B. Anderson pidió la renuncia de Goldschmidt, y más tarde, miembros del Comité Bancario del Senado de los Estados Unidos lo reprendieron, por haber sugerido que retendría fondos de transporte a municipios como Chicago y Filadelfia, cuyos alcaldes apoyaban la candidatura primaria de Ted Kennedy contra Carter. Goldschmidt renunció al concluir el mandato de Carter el 20 de enero de 1981.
Entre sus períodos en cargos públicos, Goldschmidt fue ejecutivo de Nike durante la década de 1980, sirviendo como Vicepresidente Internacional y luego como presidente de Nike Canadá. Se consideró como un posible presidente del Comité Nacional Demócrata en 1984.

## Gobernador de Oregón
En junio de 1985, Goldschmidt anunció su candidatura para gobernador de Oregón. Su familiaridad con el nombre y el acceso a grandes donaciones a través de sus lazos empresariales y políticos lo convirtieron en el favorito demócrata. Derrotó al senador estatal de Oregón Edward Fadeley en las primarias demócratas de mayo de 1986. Goldschmidt venció a la Secretaria de Estado republicana Norma Paulus en las elecciones generales de 1986 con un 52% frente al 48%, sucediendo al gobernador republicano Victor Atiyeh, que había cumplido dos mandatos, convirtiéndose así en el trigésimo tercer gobernador del estado.
La política de Goldschmidt para el desarrollo económico unió a los liberales demócratas y a los líderes empresariales republicanos. Su enfoque personal se centró en los derechos de los niños, la pobreza y el crimen, pero el desafío de satisfacer necesidades crecientes con un presupuesto decreciente eclipsó su mandato. Durante su período, surgió un movimiento antitaxista que llevó a la aprobación de la histórica Medida 5 en 1990, que limitaba la generación de ingresos mediante impuestos sobre la propiedad. Se le atribuye liderar "El Resurgimiento de Oregón", sacando al estado de casi ocho años de recesión mediante la reforma regulatoria y la reparación de la infraestructura estatal.
Goldschmidt supervisó una importante expansión del sistema penitenciario del estado. En mayo de 1987, contrató a Michael Francke para modernizar las prisiones del estado, que un investigador describió como sobrepobladas y operadas como "feudos independientes". Francke fue encargado de supervisar un plan para agregar más de 1000 nuevas camas al sistema penitenciario Francke fue asesinado en el estacionamiento del Departamento de Correcciones en 1989.
En 1990, Goldschmidt negoció acuerdos entre negocios, trabajadores e intereses de seguros que cambiaron las regulaciones de compensación laboral del estado. La compensación laboral había sido un tema controvertido en Oregón durante algún tiempo, ya que el State Accident Insurance Fund (SAIF), administrado por el estado, asegura aproximadamente el 35% de la fuerza laboral. La legislatura aprobó una ley como resultado. Los cambios se consideraron beneficiosos para la industria de seguros y los intereses empresariales, a expensas de los reclamantes, quienes debían demostrar de manera más extensa que sus empleadores eran responsables de las lesiones. El tema fue controvertido durante algún tiempo, involucrando demandas y varios esfuerzos para modificar la ley. En 2000, el gobernador John Kitzhaber intentó reformar nuevamente el sistema. Esto condujo a una nueva ley en la Legislatura de 2001, complicada por un fallo de la Corte Suprema de Oregón que se produjo durante las deliberaciones.
La Agenda Infantil de Goldschmidt fue importante en Oregón con sus iniciativas comunitarias. En 1991, ayudó a crear la Fundación Infantil de Oregón, así como el programa de alfabetización Start Making A Reader Today (SMART), que pone a 10,000 voluntarios en las escuelas de Oregón para leer a los niños.
Goldschmidt declinó postularse para la reelección en 1990, a pesar de la percepción generalizada de que podría haber sido fácilmente reelegido; en ese momento, citó dificultades matrimoniales. Bernie Giusto, quien fue chofer de Goldschmidt al inicio de su mandato y luego se convirtió en Sheriff del Condado de Multnomah, fue ampliamente rumoreado que estaba involucrado románticamente con la esposa de Goldschmidt, Margie (y más tarde salió con ella abiertamente después del divorcio de los Goldschmidt).
Goldschmidt había esperado en un momento servir dos mandatos, señalando que la mayoría de los logros de su predecesor, Tom McCall, se produjeron durante su segundo mandato. En su discurso de despedida ante el City Club de Portland, declaró: "Después de solo cuatro años, todo queda sin hacer. Nada está terminado".

## Después de dejar el cargo electo
Goldschmidt fundó una firma de abogados y consultoría, Neil Goldschmidt, Inc., en Portland en 1991, cuatro días después de dejar el cargo como gobernador. Incluso fuera del cargo electo, fue ampliamente considerado la figura política más poderosa del estado durante muchos años. Su influencia se extendió por todo el estado y la nación. Como miembro de la junta de la Universidad de Salud y Ciencias de Oregón, Goldschmidt fue un defensor temprano del controvertido tranvía aéreo de Portland, que conectaba el hospital de investigación con proyectos inmobiliarios de sus asociados de mucho tiempo, Homer Williams e Irving Levin, cerca de terrenos cuyos propietarios Goldschmidt representó más tarde.También se mantuvo activo en Portland, abogando por la expansión de los Bloques del Parque (una franja de espacio abierto que atraviesa el centro de Portland). Goldschmidt ayudó en el acuerdo que llevó a la construcción de la línea roja MAX de TriMet hasta el Aeropuerto Internacional de Portland, inaugurada en 2001. También inició el programa de voluntariado Start Making a Reader Today (SMART) en las escuelas de Oregón.
Goldschmidt recibió críticas en los últimos años por algunas de sus actividades empresariales. En 2002, presionó a líderes empresariales y políticos para que apoyaran a Weyerhaeuser en su adquisición hostil de Willamette Industries, Inc., entonces la única empresa del Fortune 500 con sede en Portland. A principios de 2004, respaldó la compra de Portland General Electric (PGE) por parte de Texas Pacific Group, que, aunque nunca se concretó, suspendió los estudios de ciudad y condado para adquirir PGE por condena. Las críticas a las actividades empresariales de Goldschmidt alcanzaron su punto máximo cuando, el 13 de noviembre de 2003, el gobernador Ted Kulongoski lo nominó para la Junta de Educación Superior del Estado de Oregón.
El nombramiento de Goldschmidt inicialmente se esperaba que enfrentara poca oposición. Sin embargo, varios senadores estatales expresaron preocupaciones sobre la participación de Goldschmidt con SAIF y posibles irregularidades en los tratos que él y su esposa tuvieron con Texas Pacific.La senadora Vicki Walker, en particular, emergió como una crítica acérrima de Goldschmidt.

## Revelación del abuso sexual
El escrutinio aumentado sobre la carrera de Goldschmidt, incluidas las dificultades de los periodistas para acceder a los registros de su tiempo como gobernador, finalmente llevó a la revelación de su abuso sexual durante varios años de una niña menor de edad, que ocurrió décadas antes, durante su tiempo como alcalde de Portland. Estas revelaciones pusieron fin a la extensa carrera de Goldschmidt en el centro de la política y la formulación de políticas de Oregón. En mayo de 2004, una serie rápida de eventos resultó en la confesión de Goldschmidt de haber violado repetidamente a una niña adolescente de 14 años (la víctima indicó más tarde que tenía 13 años) durante un período prolongado durante su primer mandato como alcalde de Portland. Mantener relaciones sexuales con una persona menor de 16 años constituye violación en tercer grado según la ley de Oregón, un delito grave castigado con hasta cinco años de prisión.
Sin embargo, para cuando el abuso se hizo público, el estatuto de limitaciones de tres años había expirado, lo que hacía a Goldschmidt inmune a cualquier enjuiciamiento sobre el asunto.
La carta de confesión de Goldschmidt fue publicada en la portada de The Oregonian el 7 de mayo de 2004. Difierió del relato de Willamette Week, especialmente en la duración del abuso ("casi un año", según Goldschmidt, pero tres años según Willamette Week en ese momento; más tarde se reveló que el abuso continuó hasta 1991, después del único mandato de Goldschmidt como gobernador) y en el uso por parte de Goldschmidt del término "relación" para caracterizarlo. The Oregonian fue criticado por su cobertura y por utilizar el término "relación". Los escritores y editores de The Oregonian reconocieron errores en el manejo de la historia, pero negaron que el deseo de proteger a Goldschmidt motivara los errores. El artículo de Willamette Week, escrito por Nigel Jaquiss, recibió el Premio Pulitzer de periodismo de investigación en 2005.
En sus negociaciones iniciales con Willamette Week, Goldschmidt acordó renunciar a sus cargos en Texas Pacific Group y en la Junta de Educación Superior, lo cual hizo.[1] Su decisión en 1990 de no postularse para un segundo mandato como gobernador, tema de especulación durante mucho tiempo, finalmente se explicó.[49] Desarrollos posteriores revelaron que Goldschmidt fue ayudado por el empresario Robert K. Burtchaell para mantener en secreto su abuso a la niña. A cambio, Goldschmidt dio su apoyo al intento (fallido) de Burtchaell de extender un arrendamiento para un amarre de casa flotante en el río Willamette.
El rabino de Goldschmidt hizo un llamado en The Oregonian para pedir perdón. Aunque Goldschmidt ya no podía ser procesado por el delito, el Colegio de Abogados del Estado de Oregón inició una investigación sobre el asunto. Goldschmidt presentó una renuncia del Formulario B, que fue recibida por el colegio de abogados el 13 de mayo, y lo dejó inelegible para la readmisión.
Después de que los medios locales se quejaran por el acceso limitado a los documentos públicos de Goldschmidt almacenados en la Sociedad Histórica de Oregón (OHS), el archivero estatal anunció el 29 de mayo que Goldschmidt confiscaría las 256 cajas de documentos para garantizar el acceso público según lo definido en una ley estatal aprobada en 1973. Esa ley requería que se mantuviera el acceso público a dichos registros, pero no especificaba dónde debían guardarse los registros.Después de que Goldschmidt decidiera poner los documentos bajo el cuidado de la OHS, la legislatura estatal aprobó una ley que requería que los futuros gobernadores dejaran sus documentos en los archivos estatales. Muchos registros fueron publicados en el sitio web de los archivos estatales a principios de 2005.[
El escándalo ha afectado a numerosas personas y organizaciones asociadas con Goldschmidt. Muchas personas han sido acusadas de saber del crimen, pero de no actuar en consecuencia. Debby Kennedy, quien trabajó para Goldschmidt mientras era gobernador, recordó: "No puedo decirte cuántos rumores había sobre él en ese entonces". El Sheriff del Condado de Multnomah, Bernie Giusto, quien admitió saber sobre el abuso, anunció su jubilación anticipada en febrero de 2008.
El 7 de marzo de 2011, el presidente del Senado de Oregón y los Copresidentes de la Cámara emitieron un comunicado anunciando que el retrato del Gobernador Goldschmidt había sido retirado de las paredes del edificio del Capitolio Estatal en Salem y puesto en almacenamiento, en respeto a su víctima, Elizabeth Lynn Dunham, quien falleció de cáncer el 16 de enero de 2011, a la edad de 49 años.

## Vida personal
Goldschmidt se casó con Margaret Wood en 1965. Tuvieron dos hijos, Joshua y Rebecca, y se divorciaron en 1990. Alrededor del momento en que comenzó su firma de consultoría, conoció a su segunda esposa, Diana Snowden, quien trabajaba como vicepresidenta senior en PacifiCorp.

## Fallecimiento
Goldschmidt falleció por insuficiencia cardíaca en su hogar en Portland, el 12 de junio de 2024, a la edad de 83 años.

## Publicaciones de Goldschmidt
- Goldschmidt, Neil (enero de 1981). La industria automotriz de los EE.UU., 1980. Informe al Presidente del Secretario de Transporte (Informe). Departamento de Transporte de los Estados Unidos. Recuperado el 15 de junio de 2015.
- Goldschmidt, Neil (21 de enero de 1981). "La Última Aparición". The Washington Post. Recuperado el 15 de junio de 2015.
- Goldschmidt, Neil (25 de marzo de 1990). "Mientras las carreteras se derrumban, Bush tropieza". Opinión. The New York Times. Sección 4, p. 19. Recuperado el 15 de junio de 2015.
- Goldschmidt, Neil (7 de mayo de 2004). "Declaración de Neil Goldschmidt". The Oregonian. Portland, OR. p. A01. Recuperado el 15 de junio de 2015.